# Johann Franz Encke
Johann Franz Encke (23 de septiembre de 1791-26 de agosto de 1865) fue uno de los astrónomos alemanes más importantes del siglo XIX, cuyo nombre está unido, sobre todo, al cometa con más corto período que se conoce.

## Biografía

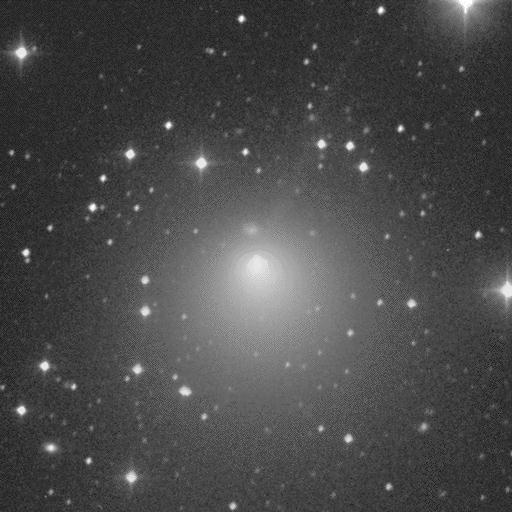
Cometa 2P/Encke. Fotografía tomada desde el Observatorio Nacional de Kitt Peak el 5 de enero de 1994.

Encke nació en 1791, estudió matemáticas y astronomía en Gotinga, teniendo como maestro a Carl Friedrich Gauss. En 1812 se convirtió en profesor en Kassel hasta 1813, cuando luchó en el ejército contra las fuerzas de Napoleón Bonaparte. En 1814 comenzó a trabajar en el observatorio de Seeberg cerca de Gotha. 
A finales de 1818, Jean Lois Pons descubrió un débil cometa, el cual ya había sido observado por Pierre Méchain en 1786 y en 1795 por Caroline Herschel. Enkce se dio a la tarea de calcular la órbita de este objeto y descubrió que tenía solamente un período orbital de 3,29 años. Hasta ese momento los períodos más cortos conocidos eran de alrededor de 70 años con un afelio un poco más lejano que la órbita de Urano, el más famoso de ellos era y es el cometa Halley, con un periodo de 76 años. Este descubrimiento demostró entonces que el afelio del cometa estaba más cercano que Júpiter con un perihelio en el interior de la órbita de Mercurio. Es notable que el cometa Encke es el que tiene el período más corto hasta ahora conocido en realizar una vuelta alrededor del Sol: lo hace en 3,3 años.
Encke se dedicó también a la recopilación de un nuevo atlas estelar, que hizo posible a J. Galle descubrir el planeta Neptuno.
En 1822 fue nombrado director del observatorio de Gotha, y en 1825 fue llamado a Berlín por el rey prusiano. Con el apoyo de Alexander von Humboldt y del rey Federico Guillermo III de Prusia se construyó el observatorio al sur de Berlín. El arquitecto fue Friedrich Schinkel. Poseía un telescopio de 9 pulgadas y Encke fue su director. 
Siguió trabajando en los cálculos orbitales de cometas y asteroides. En 1837 descubrió un espacio entre los anillos de Saturno, llamándose división de Encke. Su asistente Johann Gottfried Galle descubrió en 1838 el anillo oscuro interior C y en 1846 descubrió Neptuno.
Murió siendo director del observatorio de Berlín el 26 de agosto de 1865 en Spandau.

## Epónimos
- El nombre del cometa Encke conmemora a su descubridor.
- El cráter lunar Encke lleva este nombre en su memoria.